# Radeče
Radeče (em alemão:  Ratschach) é um município da Eslovênia. A sede do município fica na localidade de mesmo nome.